# Pont submersible
Un pont submersible est un pont dont le tablier est conçu pour être temporairement sous l'eau.
Il peut s'agir :
- soit d'un pont mobile dont le tablier s'abaisse mécaniquement sous le niveau de l'eau afin de libérer le passage pour les bateaux. Le principe de fonctionnement du pont mobile submersible est l'opposé de celui du pont levant dont le tablier s'élève au-dessus de l'eau. Le principal avantage de ce type de pont est l'absence d'une limitation de tirant d'air pour les bateaux empruntant la voie d'eau. En revanche elle implique la présence d'une structure immergée qui limite le tirant d'eau. Le canal de Corinthe, en Grèce, comporte un pont submersible à chaque extrémité.

Principe de fonctionnement.
Submersion d'un pont submersible (canal de Corinthe).

- soit d'un pont-gué (en) fixe dont la chaussée forme un gué permettant le franchissement à niveau d'un cours d'eau. Le pont-gué, dont la construction est beaucoup moins coûteuse qu'un pont classique, est conçu pour résister à l'immersion et aux courants quand le niveau de l'eau s'élève. Le passage pour les piétons et les véhicules est sûr et hors d'eau la plupart du temps mais le passage est rendu  dangereux à partir d'un certain niveau d'eau et impossible en période de crue, et encombré de débris après les crues[1].

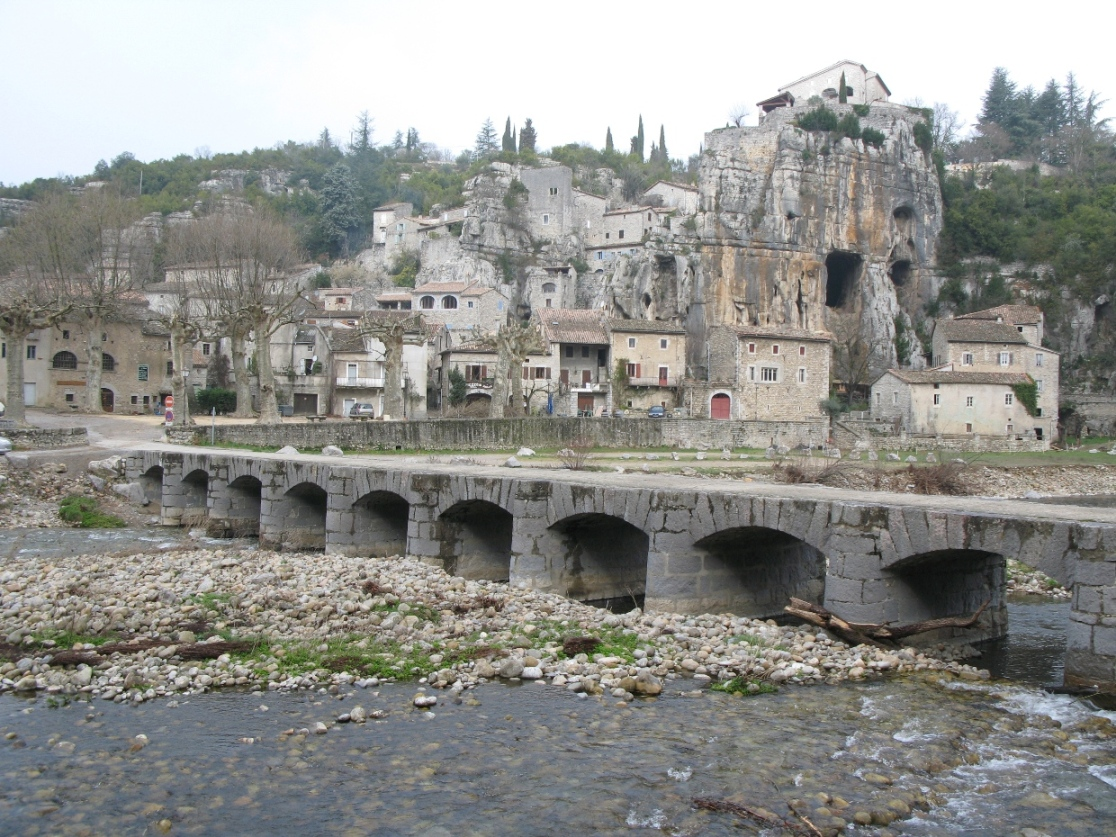
Pont de Labeaume en France[2].
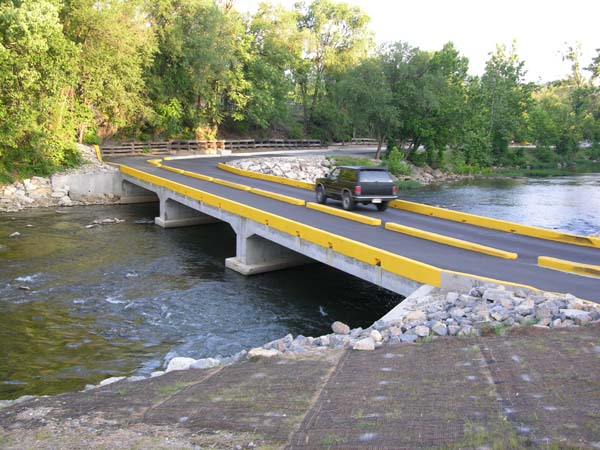
Pont-gué sur le fleuve Roanoke en Caroline du Nord (États-Unis).
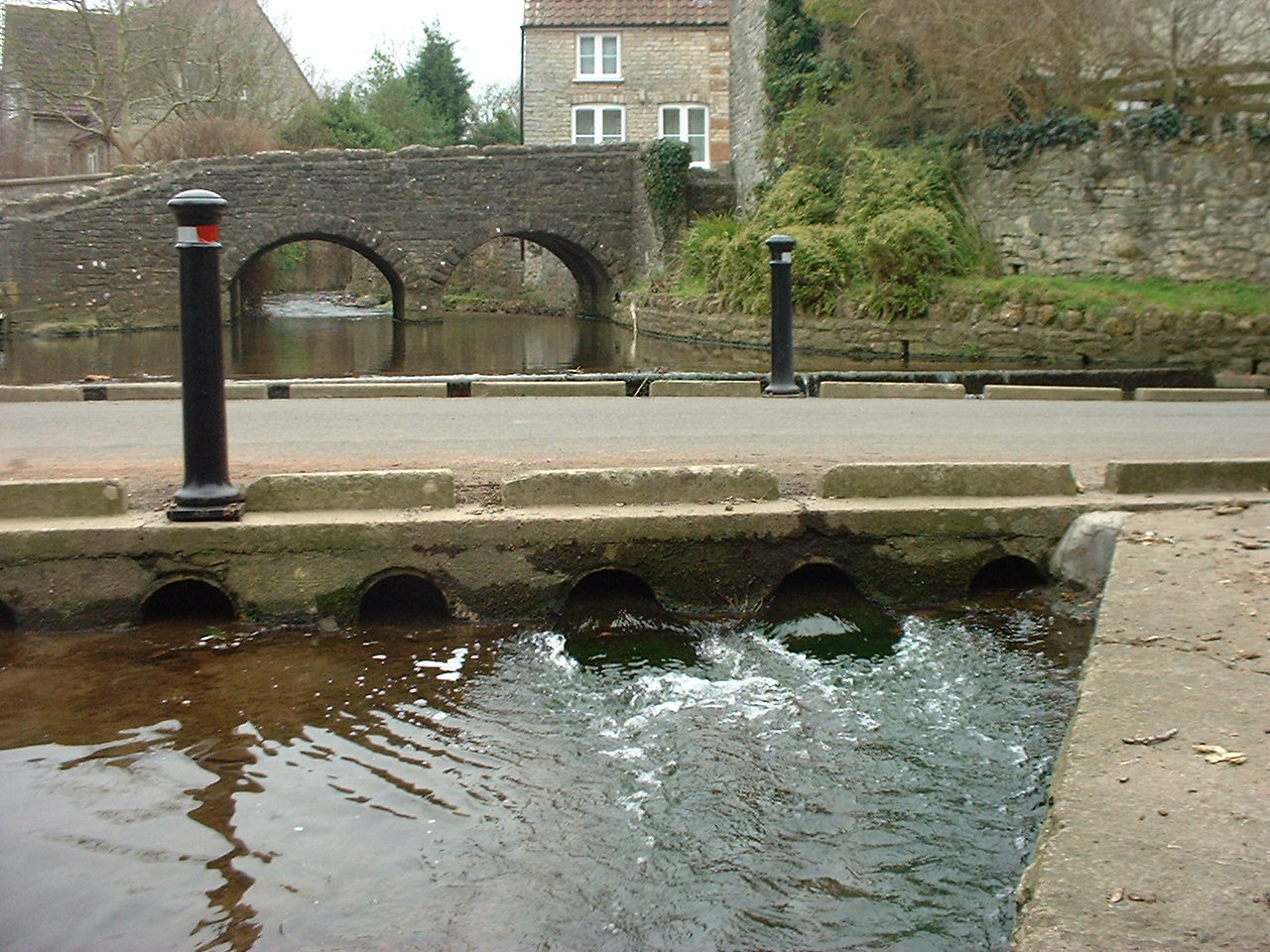
Pont-gué de Chew Stoke dans le Somerset (Angleterre)
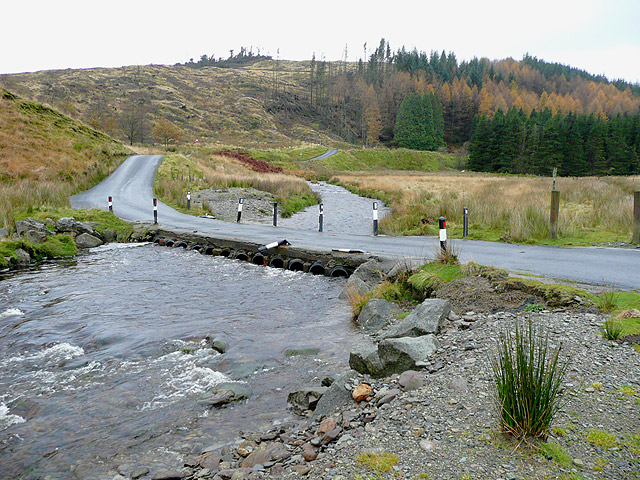
Pont-gué sur le Afon Irfon (en) au Pays de Galles (Royaume-Uni).
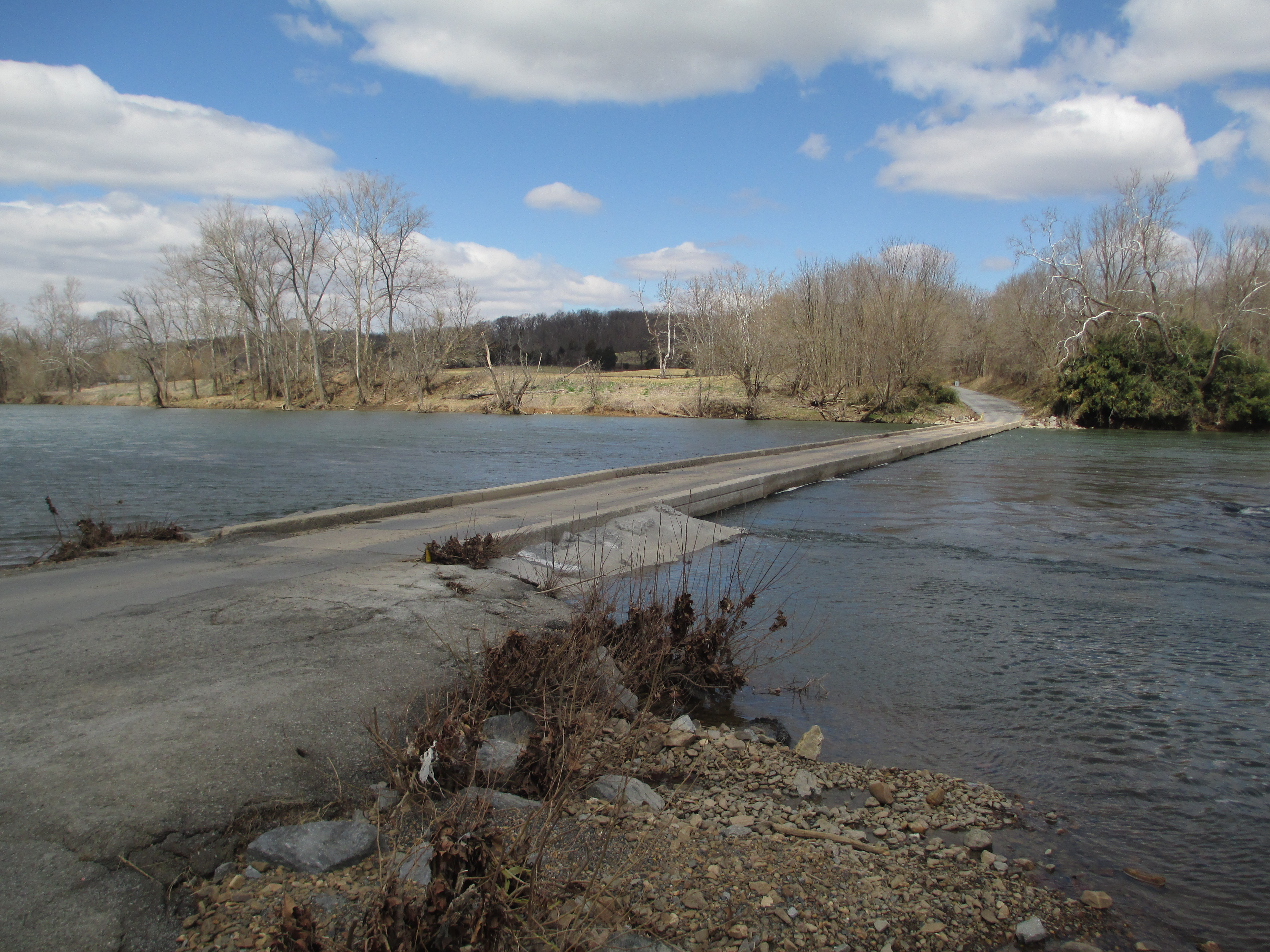
Pont-gué sur la Shenandoah en Virginie (États-Unis).
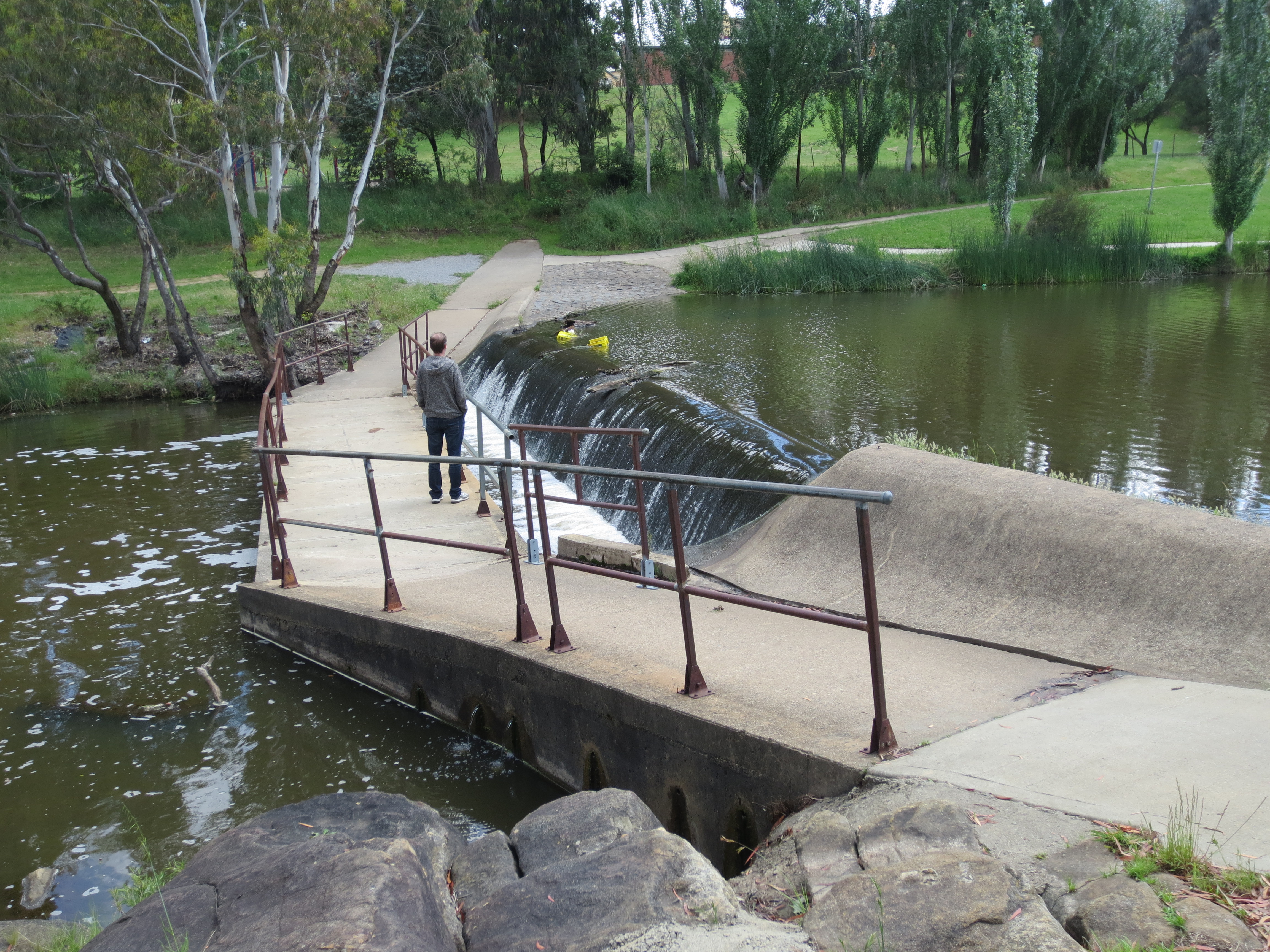
Pont-gué sur la Yass River (en) en Nouvelle-Galles du Sud (Australie).
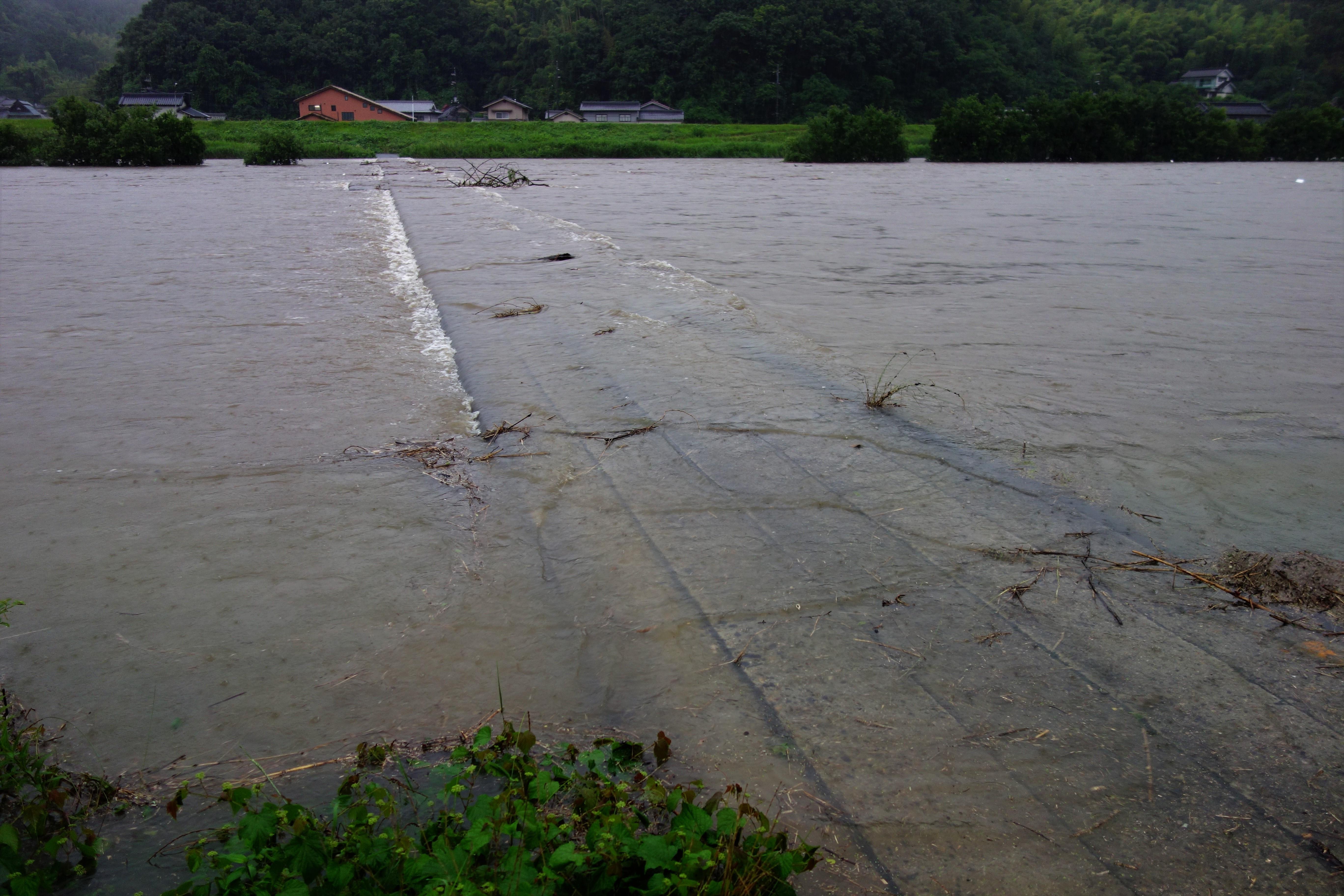
Pont-gué submergé sur le fleuve Ashida à Fuchū (Japon).